# Jasionka Lotnisko
Jasionka Lotnisko – końcowa stacja kolejowa w województwie podkarpackim w Jasionce koło Rzeszowa.
Stacja kolejowa powstała w ramach budowy linii kolejowej nr 626 w celu obsługi połączeń do portu lotniczego Rzeszów-Jasionka. Uruchomienie stacji nastąpiło 1 października 2023.

## Ruch pasażerski
| Rok  | Wymiana pasażerska na dobę |
| ---- | -------------------------- |
| 2023 | 100-149                    |

## Ruch pociągów
Na stacji kończą bieg pociągi Polregio w ramach Podkarpackiej Kolei Aglomeracyjnej ze stacji Rzeszów Główny.